# مایای
مایای (به لاتین: Miyi County) یک شهرستان در جمهوری خلق چین است که در پنژیهوا واقع شده‌است.